# India de Beaufort
India de Beaufort (Kingston upon Thames, 27 juni 1987), geboren als India Beaufort Lloyd, is een Brits actrice, stemactrice, zangeres en songwriter.

## Biografie
Beaufort werd geboren in Kingston upon Thames in een gezin van twee kinderen, en haar ouders traden in de jaren zeventig en tachtig op als dansers in diverse televisieshows. Beaufort studeerde af aan de Esher College in Elmbridge. In 1994 trad zij op in de videoclip van Every Woman Knows van de zangeres Lulu.
Beaufort begon in 1996 met acteren in de televisieserie Next of Kin, waarna zij nog meerdere rollen speelde in televisieseries en films.

## Filmografie

### Films
Uitgezonderd korte films.
- 2022 Slumberland - als ms. Arya
- 2022 Kimi - als Sharon
- 2015 The Better Half - als Dina
- 2007 Run, Fatboy, Run - als Maya Goshdashtidar

### Televisieseries
Uitgezonderd eenmalige gastrollen.
- 2024-2025 Max and the Midknights - als diverse stemmen - 7 afl.
- 2023-2024 Night Court - als Olivia Moore - 29 afl.
- 2022 Firefly Lane - als Charlie - 4 afl.
- 2020-2022 It's Pony - als moeder / Helen (stemmen) - 24 afl.
- 2021 Fast & Furious Spy Racers - als Dann (stem) - 7 afl.
- 2019-2020 One Day at a Time - als Avery - 7 afl.
- 2020 Zoey's Extraordinary Playlist - als Jessica - 5 afl.
- 2017-2019 Veep - als Brie Ramachandran - 6 afl.
- 2016-2019 NCIS: Los Angeles - als Alexandra Reynolds - 4 afl.
- 2017-2018 Kevin (Probably) Saves the World - als Kristin Allen - 16 afl.
- 2014-2017 All Hail King Julien - als Clover (stem) - 65 afl.
- 2017 All Hail King Julien: Exiled - als Clover (stem) - 12 afl.
- 2016 Younger - als Radha - 4 afl.
- 2015 Blood and Oil - als Jules Jackman - 10 afl.
- 2014 Chicago P.D. - als Layla Roslyn - 3 afl.
- 2013 Necessary Roughness - als India - 3 afl.
- 2012 Jane by Design - als India Jordain - 17 afl.
- 2009-2010 One Tree Hill - als Miranda Stone - 12 afl.
- 2006 Kröd Mändoon and the Flaming Sword of Fire - als Aneka - 6 afl.
- 2003-2005 The Basil Brush Show - als India - 20 afl.

- Library of Congress Control Number: no2011077511
- MusicBrainz: e73a6d43-82d4-4de0-95e1-b871c2c7acc0
- Virtual International Authority File: 171089746
- WorldCat: E39PBJyMkC74W89YfTmPGJtR8C